# Paradosso del quiz
Il paradosso del quiz è una miscela del paradosso delle due buste e del paradosso dell'impiccagione imprevedibile.

## Situazione
Una emittente televisiva vuole indire un gioco a premi, nel quale ad un certo punto al concorrente vengono presentate due buste chiuse, ciascuna contenente l'indicazione di un premio in denaro, che il concorrente riceverà, se la sceglie. Le due buste sono esternamente indistinguibili, il valore di una è esattamente il doppio dell'altra.
Dopo che il concorrente ha scelto una busta, questa viene aperta ed una volta saputo il valore contenuto il concorrente ha la possibilità di cambiare la propria decisione.
La scelta dei premi viene affidata ad un team composto da un Manager e due impiegati A e B. 
- I valori dei premi devono essere tali da soddisfare il seguente criterio:
  1. il premio minore è esattamente la metà del premio maggiore;
  2. la conoscenza del valore del premio contenuto nella prima busta non aggiunge informazioni alla domanda se questo sia maggiore o minore dell'altro;

## Paradosso
Il team si mette al lavoro e l'impiegato A osserva:
- il valore in centesimi del premio minore non può essere dispari, altrimenti si capirebbe che è il premio minore.

Ottima osservazione - replica il manager soddisfatto.
L'impiegato B aggiunge:
- se il premio minore deve essere pari il premio maggiore è sicuramente multiplo di 4. Per renderli indistinguibili si devono scegliere solo premi minori multipli di 4.

Hai ragione - risponde il manager.
L'impiegato A aggiunge ancora:
- allora, se il premio minore deve essere multiplo di 4 il premio maggiore è sicuramente multiplo di 8. Quindi per renderli indistinguibili si devono scegliere solo premi minori multipli di 8.

Beh sembra di si - rispose il manager, un po' dubbioso.
Continuarono così per un po', finché giunsero alla conclusione che non era possibile scegliere una coppia di premi senza che si potesse capire con un ragionamento quale era il minore ed il maggiore.

## Soluzione
Il manager allora si comportò da manager e prese una decisione:
un premio sarà di 16000 euro e poi tireremo una moneta per stabilire se l'altro premio è di 8000 o 32000 euro.

## Approfondimenti matematici
Soffermiamoci sulle regole derivate dal ragionamento:
- 1. i premi minori devono essere pari
  2. i premi minori devono essere multipli di 4
  3. i premi minori devono essere multipli di 8
  4. i premi minori devono essere multipli di 16

In realtà l'applicazione di queste regole non deve essere considerata come certa ma solo probabile.
Consideriamo che:
- la regola (1) sia applicata con probabilità 1,
- la regola (2) può essere applicata o meno con una probabilità che chiameremo α,
- la regola (3) può essere applicata o meno con una probabilità α²,
- la regola (4) può essere applicata o meno con una probabilità α³...

Se consideriamo la possibilità di applicare o meno una certa regola otteniamo di nuovo una non determinazione del risultato.
Si può giocare opportunamente sul parametro α per ottenere la "massima incertezza".